# Pontus Leander (1872–1940)
Pontus Leander, född 30 november 1872 i Röks församling, Östergötlands län, död 10 februari 1940 i Risinge kyrkobokföringsdistrikt, Östergötlands län, var en svensk präst.

## Biografi
Pontus Leander föddes 1872 i Röks församling. Han var son till arrendatorn Karl Johan Leander och Edla Amanda Charlotta Persdotter. Leander studerade i Linköping och blev höstterminen 1894 student vid Uppsala universitet. Han prästvigdes 11 januari 1903 för Karlstads stift och blev 28 oktober 1903 kapellpredikant i Norra Finnskoga församling, tillträdde 1 november 1903. Leander blev 13 december 1922 kyrkoherde i Risinge församling, tillträdde 1 januari 1923. Han blev 1937 kontraktsprost i Bergslags kontrakt.

### Familj
Leander gifte sig första gången 10 december 1903 med Hulda Åkerman (1858–1930), dotter till bruksförvaltaren Carl Axel Johansson och Anna Ljungdahl.
Han gifte sig andra gången 20 juli 1932 med Elisabeth Ohlson (född 1888), dotter till godsägaren Lars August Ohlson och Sofia Karolina Larsson.